# A Dupla do Barulho
A Dupla do Barulho é um filme de comédia produzido no Brasil e dirigido por Carlos Manga. Lançado em 1953, foi protagonizado por Oscarito, Grande Otelo e Edith Morel.

## Elenco
| Ator/Atriz     | Personagem      |
| -------------- | --------------- |
| Oscarito       | Tinoco          |
| Grande Otelo   | Tião            |
| Edith Morel    | Silvia Montel   |
| Fregolente     | Sr. Moreira     |
| Renato Restier | Ricardo Félix   |
| Madame Lou     | Madame Chouchou |
| Adriano Reys   | Jornalista      |
| Wilson Grey    | Dono do hotel   |
| Átila Iório    | —               |

## Bibliography
- Shaw, Lisa & Dennison, Stephanie. Cinema Brasileiro. Routledge, 2014.